# Emoção

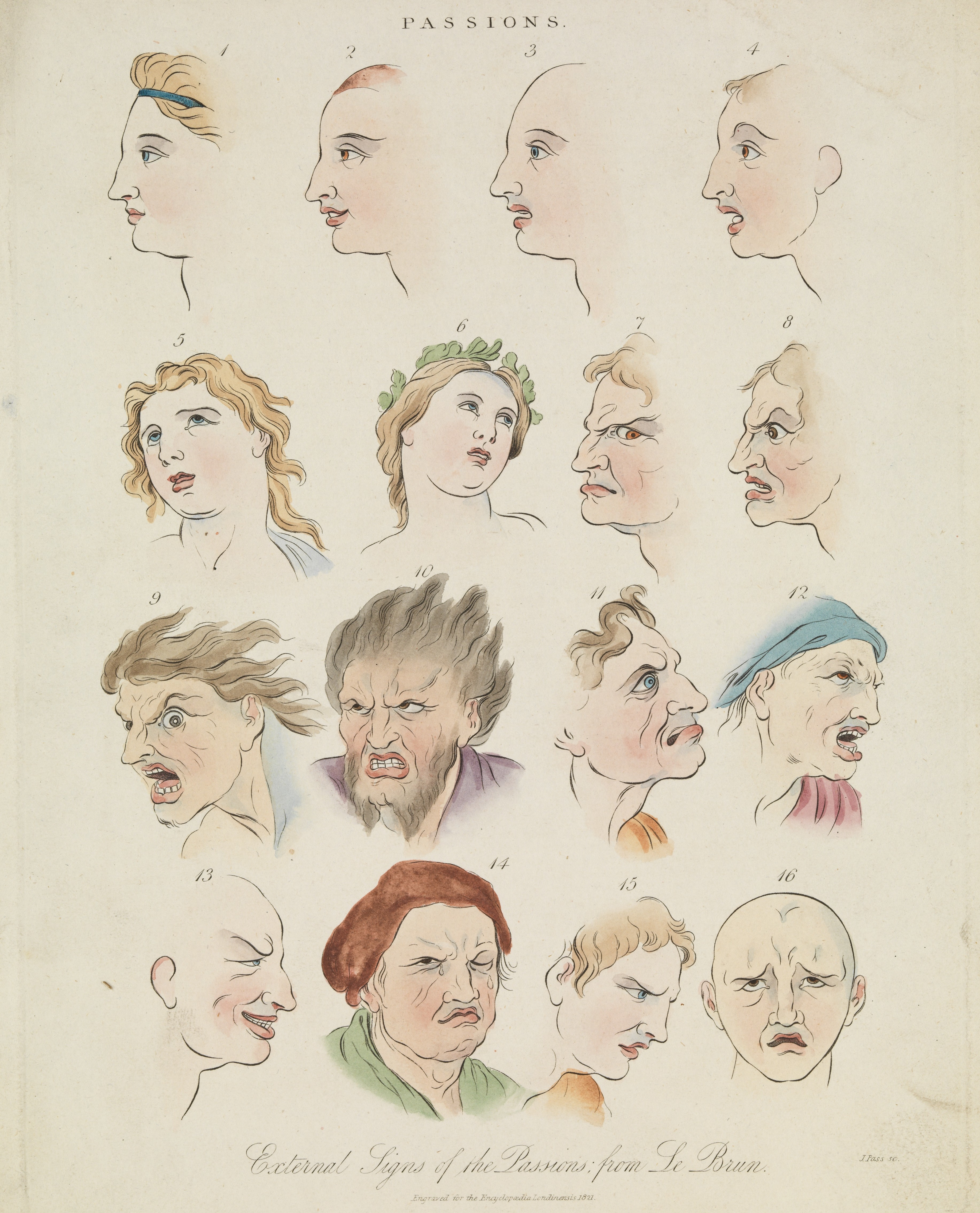
Dezesseis faces expressando as paixões humanas – gravura colorida por J. Pass, 1821, segundo Charles Le Brun

Emoção é uma reação a um estímulo ambiental e cognitivo que produz tanto experiências subjetivas, quanto alterações neurobiológicas significativas. Está associada ao temperamento, personalidade e motivações tanto reais quanto subjetivas. A palavra  deriva do termo latino emovere, onde o e- (variante de ex-) significa "fora" e movere significa "movimento". Seja para lidar com estímulos ambientais, seja para comunicar informações sociais biologicamente relevantes, as emoções apresentam diversos componentes adaptativos para mamíferos com comportamento social complexo, sendo cruciais, até mesmo, para a sua sobrevivência. Não existe uma taxionomia ou teoria para as emoções que seja geral ou aceita de forma mundial. Várias têm sido propostas, como:
- Cognitiva versus não cognitiva;
- Emoções intuitivas (vindas da amígdala) versus emoções cognitivas (vindas do córtex pré-frontal);
- Básicas versus complexas, onde emoções básicas em conjunto constituem as mais complexas;
- Categorias baseadas na duração: algumas emoções ocorrem em segundos (por exemplo: surpresa) e outras duram anos (por exemplo: amor).

Existe uma distinção entre a emoção e os resultados da emoção, principalmente os comportamentos gerados e as expressões emocionais. As pessoas frequentemente se comportam de certo modo como um resultado direto de seus estados emocionais, como chorando, lutando ou fugindo. Ainda assim, se pode ter a emoção sem o seu correspondente comportamento, então nós podemos considerar que a emoção não é apenas o seu comportamento e muito menos que o comportamento seja a parte essencial da emoção. A Teoria de James-Lange propõe que as experiências emocionais são consequência de alterações corporais. A abordagem funcionalista das emoções (como a de Nico Frijda) sustenta que as emoções estão relacionadas a finalidades específicas, como fugir de uma pessoa ou objeto para obter segurança.

## Classificação
As emoções básicas são 3: positivas, neutras, e negativas. As emoções complexas constroem-se sobre condições culturais ou associações combinadas com as emoções básicas. Analogamente ao modo como as cores primárias são combinadas, as emoções primárias podem ser combinadas gerando um espectro das emoções humanas. Como, por exemplo, raiva e desgosto podem ser combinadas em desprezo.
Robert Plutchik propôs o modelo tridimensional circumplexo para descrever a relação entre as emoções. Este modelo é similar ao círculo cromático. A dimensão vertical representa a intensidade, enquanto o círculo representa a similaridade entre as emoções. Ele determina oito emoções primárias dispostas em quatro pares de opostos.
Outro importante significado sobre classificação das emoções refere-se a sua ocorrência no tempo. Algumas emoções ocorrem sobre o período de segundos (por exemplo, a surpresa) e outros demoram anos (por exemplo, o amor). O último poderia ser considerado como uma tendência de longo tempo para ter uma emoção em relação a um certo objeto ao invés de se ter uma emoção característica (entretanto, isto pode ser contestado). Uma distinção é então feita entre episódios emocionais e disposições emocionais. Disposições são comparáveis a peculiaridades do indivíduo (ou características da personalidade), onde quando alguma coisa ocorre, serve de gatilho para a experiência de certas emoções, mesmo sobre diferentes objetos. Por exemplo, uma pessoa irritável é geralmente disposta a sentir irritação mais facilmente que outras. Alguns estudiosos (por exemplo, Armindo Freitas-Magalhães 2009 e Klaus Scherer, 2005) colocam a emoção como uma categoria mais geral de "estados afetivos". Onde estados afetivos podem também incluir fenômenos relacionados, como o prazer e a dor, estados motivacionais (por exemplo, fome e curiosidade), temperamentos, disposições e peculiaridades do indivíduo.

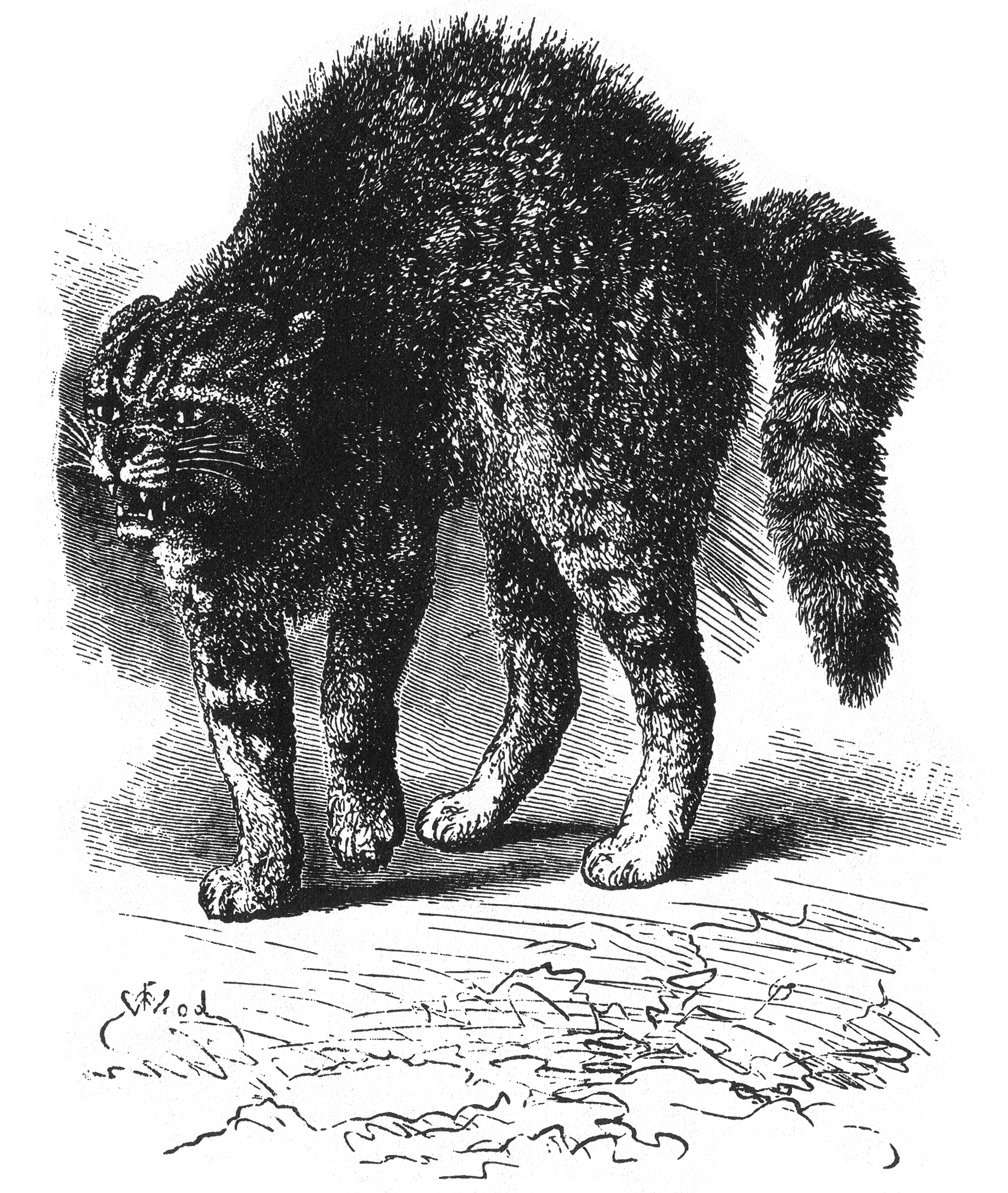
Ilustração do livro "A expressão das emoções no homem e nos animais", de Charles Darwin.

Há, ainda, a relação entre processos neurais e emoções: através de processos de imagem por ressonância magnética funcional, já é possível investigar a emoção 'ódio' e sua manifestação neural. Neste experimento, a pessoa teve seu cérebro escaneado (examinado) enquanto via imagens de pessoas que ela odiava. Os resultados mostraram incremento da atividade no médio giro frontal, putâmen direito, bilateralmente no córtex pré-motor, no polo frontal, e bilateralmente no médio lobo da ínsula. Os pesquisadores concluíram que existe um padrão distinto da atividade cerebral quando a pessoa experimenta o ódio.
Outro estudo colocou ainda em questão qual de três grandes teorias de estudo da emoção (modelo circumplexo, teoria das emoções básicas ou teoria da avaliação) é capaz de corresponder melhor aos padrões de ativação cerebral. Neste caso, os participantes atribuíam uma determinada emoção a vários contos pequenos enquanto os seus cérebros eram examinados por imagem por ressonância magnética funcional. De facto, os dados obtidos neste estudo revelaram que, possivelmente (e de acordo com as condições em que o estudo foi realizado), as emoções atribuídas a terceiros poderão ser descodificadas através dos padrões neuronais e que o nosso conhecimento dessas emoções é abstrato e dividido em diversas dimensões (dimensional). Consequentemente, os dados sugeriram que o modelo que melhor se adequa aos padrões neuronais poderá ser o da teoria da avaliação, tendo em conta as condições em que o estudo foi realizado.

### Teoria das Emoções Básicas
As emoções básicas são as emoções mais elementares, distintas e mais contínuas no tempo entre as diversas espécies das emoções discretas, mas também podem ser consideradas as mais relacionadas com funções de sobrevivência. Estas emoções são assim designadas uma vez que não podem ser decompostas em termos semânticos ainda mais simples. Segundo esta teoria, são diversas combinações entre as emoções básicas (associadas a expressões faciais) que permitem compreender as emoções mais complexas.

## Teorias
Há teorias sobre emoção desde a Grécia antiga (estoicismo, as teorias de Platão e Aristóteles etc.). Encontram-se teorias sofisticadas nos trabalhos de filósofos como René Descartes, Baruch Spinoza e David Hume. Posteriormente, as teorias das emoções ganharam força com os avanços da pesquisa empírica. Frequentemente, as teorias não são excludentes entre si e vários pesquisadores incorporam múltiplas perspectivas nos seus trabalhos.

### Teorias somáticas
Teorias somáticas da emoção consideram que as respostas corporais são mais importantes que os julgamentos no fenômeno da emoção. A primeira versão moderna dessas teorias foi a de Willian James, em 1880, que perdeu valor no século XX mas que ganhou popularidade mais recentemente devido às teorias de John Cacioppo, António Damásio, Joseph E. LeDoux e Robert Zajonc, que conseguiram obter evidências neurológicas.

### Teoria de Joseph LeDoux
Joseph E. LeDoux é um neurocientista americano que, durante duas décadas, dedicou a sua investigação a uma teoria pioneira na área das emoções. LeDoux propôs o conceito de circuito de sobrevivência como base para entender processos emocionais comuns a humanos e outros animais.
Tendo em conta que algumas semelhanças neurológicas entre humanos e outros animais incluem funções cerebrais utilizadas na sobrevivência animal, LeDoux foca em circuitos que estão associados a essas funções que permitem, aos organismos, sobreviverem e prosperarem diariamente, quando confrontados com desafios ou oportunidades – os circuitos de sobrevivência – e acredita que, através deles, os investigadores poderão ganhar conhecimentos na área da emoção, quer humana, quer animal. Este conjunto de circuitos é constituído por circuitos relacionados com defesa, manutenção de fontes de energia e nutrição, regulação de fluidos, termorregulação, reprodução, entre outros.
Os circuitos de sobrevivência têm a sua origem em mecanismos primordiais que estavam presentes em seres vivos mais primitivos. Com o avanço na escala evolutiva, as capacidades de sobrevivência aumentam em complexidade e sofisticação, devido à presença de receptores sensoriais e órgãos efectores especializados, e um sistema nervoso central capaz de coordenar funções corporais e interacções com o ambiente.
Estes circuitos estão geneticamente programados (inatos) e, para além de existirem aspectos específicos para cada espécie, também existem componentes centrais que estão conservados nos mamíferos, significando que são partilhados por todos eles, incluindo os humanos. Isto é comprovado por semelhanças a nível celular e molecular entre diferentes grupos de mamíferos. Uma consequência notável de se activar um circuito de sobrevivência consiste na emergência de um estado global no organismo cujos componentes maximizam o bem-estar do animal em situações onde existem desafios ou oportunidades.

### Teoria de James-Lange
William James, no artigo What is an Emotion? (Mind, 9, 1884: 188-205), argumenta que as experiências emocionais são devidas principalmente a experiência de alterações corporais. O psicólogo dinamarquês Carl Lange também propôs uma teoria similar na mesma época, pelo que a perspectiva é conhecida como a Teoria de James-Lange. Esta teoria e as suas derivações consideram que uma nova situação conduz a uma alteração do estado corporal. Como James diz: "a percepção das alterações corporais assim que elas ocorrem é a emoção". James ainda argumenta que "nos sentimos mal porque choramos, ficamos com raiva porque agredimos, ficamos com medo porque trememos. Entretanto nós não choramos, agredimos nem trememos porque estamos sentidos, com raiva ou amedrontados, como era de se esperar".
Esta teoria é sustentada por experiências em que, ao se manipular um estado corpóreo, uma emoção esperada é induzida. Assim, estas experiências possuem implicações terapêuticas (por exemplo, em terapia do riso e dançaterapia). A teoria James-Lange é, frequentemente, mal compreendida porque aparenta ir contra a intuição ou o senso comum. A maioria das pessoas acredita que as emoções atuam sobre ações específicas, como por exemplo: "Eu estou chorando porque estou me sentindo mal" ou "Eu fugi porque estava com medo". Esta teoria, inversamente, assegura que primeiro a pessoa reage a uma situação (fugir e chorar acontecem antes da emoção) e depois interpreta suas ações como uma resposta emocional. Deste modo, as emoções servem para explicar e organizar as ações dentro do nosso sistema mental.

### Teorias neurobiológicas
Estas teorias são baseadas nas descobertas feitas sobre o mapeamento neural do sistema límbico. A explicação neurobiológica para a emoção humana é que a emoção é um 'agradável' (prazeroso) ou 'desagradável' (doloroso) estado mental organizado no sistema límbico do cérebro dos mamíferos. Distintas das respostas reativas dos répteis, as emoções poderiam ser elaborações dos mamíferos da avaliação de padrões (nos vertebrados), onde substâncias neuroquímicas (por exemplo: dopamina, noradrenalina e serotonina) regulam o nível de atividade cerebral, com movimentos corporais visíveis, gestos e posturas. Nos mamíferos, primatas e seres humanos, sentimentos são demonstrados por manifestações emocionais.
Por exemplo: a emoção humana do amor é apresentada envolvendo os paleocircuitos do cérebro dos mamíferos (especificamente, o giro do cíngulo) com capacidade de cuidar, alimentar e ordenar a prole. Os paleocircuitos são plataformas neurais para expressão corporal configuradas em forma de redes de neurônio no prosencéfalo, tronco cerebral e medula espinhal. Eles se desenvolveram principalmente nos ancestrais mamíferos mais recentes, tal como feito pelos peixes sem mandíbula para controlar seu sistema locomotor. Presume-se que, antes do cérebro dos mamíferos, a vida no mundo não verbal era automática, pré-consciente e previsível. O controle motor dos répteis reage às indicações dos sentidos de visão, audição, tato, olfato, gravidade e movimentação com um pré-conjunto de padrões de movimentação e posturas programadas.
Com o surgimento dos mamíferos noturnos, cerca de 180 milhões de anos depois, o olfato substitui a visão como o sentido dominante, surgindo um modo diferente de obter respostas do sentido olfativo. É proposto que, a partir daí, se tenham desenvolvido, nos mamíferos, a emoção e a memória emocional. No período Jurássico, o cérebro dos mamíferos investiu pesadamente na função olfativa para sobreviver durante a noite, enquanto os répteis dormiam. Esse padrão de comportamento orientado pelo cheiro gradualmente formou os alicerces do que seria o atual sistema límbico humano.
As emoções estão relacionadas com a atividade cerebral em áreas ligadas a atenção e motivação do comportamento, e determinam o que é relevante para os seres humanos. Trabalhos pioneiros de Broca (1878), Papez (1937) e MacLean (1952) sugerem que a emoção é relacionada com um grupo de estruturas no centro do cérebro chamado sistema límbico, tais como o hipotálamo, o giro do cíngulo, hipocampo e outras. Pesquisas mais recentes têm mostrado que algumas destas estruturas do sistema límbico são não tão diretamente relacionadas com a emoção, enquanto estruturas não límbicas têm se mostrado mais relevantes no processo emocional.

#### Córtex pré-frontal
Existem grandes evidências de que o córtex pré-frontal esquerdo é ativado devido a um estímulo capaz de causar uma avaliação positiva. Se o estímulo atrativo pode ativar seletivamente uma região do cérebro, então é logicamente conveniente postular-se que a ativação seletiva de região do cérebro deveria causar que um estímulo seja julgado mais positivamente. Isto pode ser demonstrado através de um moderado estímulo visual e replicado e estendido para incluir estímulos negativos.
Dois modelos neurobiológicos da emoção no córtex pré-frontal se opõem. O modelo de valência propõe que a raiva, uma emoção negativa, poderia ser ativada pelo lado direito do córtex pré-frontal. Já o modelo de direção propõe que a raiva, numa abordagem emocional, poderia ativar o lado esquerdo do córtex pré-frontal.
Isto deixa aberta a questão de se a abordagem oposta no córtex pré-frontal é melhor descrita como uma "fuga de movimento" (modelo de direção), como um não movimento mas com força e resistência (modelo de movimento) ou como um não movimento mas com ativação passiva (modelo de ativação por tendência). Este último modelo é baseado nas pesquisas sobre timidez e sobre a inibição comportamental. Pesquisas que testam a competência de a hipótese generalizar todos os quatro modelos estão embasadas na teoria de ativação por tendência.

#### Emoção Homeostática
Uma outra abordagem neurológica, descrita em Bud Craig em 2003, distingue entre duas classes de emoção: "emoções clássicas", que incluem luxúria, raiva e medo, são sentimentos evocados por um "estímulo ambiental" (como, por exemplo, respectivamente, sexo/luta/fuga). Já emoções homoestáticas humanas são sentimentos evocados por estados internos corporais, cada um modulando nosso comportamento. Sede, fome, sentido de calor ou frio, sentimento de sono, desejo de sal e ar, são exemplos de emoções homeostáticas; cada uma é um sinal do corpo dizendo "Coisas não estão certas em mim, preciso de bebida/comida/movimento para obter sombra/calor/dormir/comer sal/respirar".
Nós começamos a sentir uma emoção homeostática quando um desses sistemas sai do balanço ou equilíbrio, e o sentimento nos impele a fazer o que seria necessário para tornar o sistema balanceado novamente. Dor é uma emoção homeostática que diz "Alguma coisa não está certa aqui. Recolha-se e proteja-se."

### Outras definições
Emoção, numa definição mais geral, é um impulso neural que impele um organismo para a ação. A emoção se diferencia do sentimento, porque, conforme observado, é um estado neuropsicofisiológico (Freitas-Magalhães, 2007).
O sentimento, por outro lado, é a emoção filtrada através dos centros cognitivos do cérebro, especificamente o lobo frontal, produzindo uma mudança fisiológica em acréscimo à mudança psicofisiológica. Daniel Goleman, em seu livro Inteligência Emocional, discute esta diferenciação por extenso.

## Etimologia
Etimologicamente, a palavra "emoção" provém do termo latino emotione, "movimento, comoção, acto de mover". É derivado tardio duma forma composta de duas palavras latinas: ex, "fora, para fora", e motio, "movimento, ação", "comoção" e "gesto". Esta formação latina será tomada como empréstimo por todas as línguas modernas europeias. A primeira documentação do francês émotion é de 1538. A do inglês emotion é de 1579. O italiano emozione e o português "emoção" datam do começo do século XVII. Nas duas primeiras línguas, a acepção mais antiga é a de "agitação popular, desordem". Posteriormente, é documentada no sentido de "agitação da mente ou do espírito".
A palavra aparece normalmente denotando a natureza imediata dessa agitação nos humanos e a forma em que é experimentada por eles, ainda que em algumas culturas e em certos modos de pensamento é atribuída a todos os seres vivos. A comunidade científica aplica-a, na linguagem da psicologia, desde o século XIX, a toda criatura que mostra respostas complexas similares às que os humanos se referem geralmente como emoção.

## Emoção cognitiva
Cognição diz respeito ao conhecimento: então, emoção cognitiva é aquela que sentimos e que sabemos definir o porquê de senti-la. Um bom exemplo é quando vemos alguém atirar com uma arma em nossa direção e sabemos que são tiros de festim. Provavelmente nossa emoção é menor do que se não soubéssemos a respeito do festim. A avaliação cognitiva é importante pois através dela podemos aprender a controlar uma determinada emoção.

## Abordagens interdisciplinares
Muitas disciplinas diferentes produziram trabalhos sobre as emoções. As ciências humanas estudam o papel das emoções nos processos mentais, distúrbios e os mecanismos nervosos. Em psiquiatria, as emoções são analisadas no âmbito do estudo da disciplina e no tratamento de transtornos mentais em seres humanos. A psicologia examina as emoções de uma perspectiva científica, tratando-as como processos mentais e de comportamento e explora os processos subjacentes fisiológicos e neurológicos. Nos subcampos da neurociência, tais como neurociência social e neurociência afetiva, os cientistas estudam os mecanismos nervosos da emoção através da combinação da neurociência com o estudo psicológico da personalidade, emoção e humor. Em linguística, a expressão da emoção pode alterar o significado dos sons. Na educação, o papel das emoções em relação à aprendizagem é objeto de estudo.
As ciências sociais frequentemente examinam a emoção pelo papel que desempenha na cultura humana e nas interações sociais. Em sociologia, as emoções são examinados de acordo com o papel que desempenham na sociedade humana, os padrões e interações sociais e a cultura. Em antropologia, o estudo da humanidade, os estudiosos utilizam a etnografia para realizar análises contextuais e comparações culturais de uma gama de atividades humanas; alguns estudos de antropologia examinam o papel das emoções nas atividades humanas. No campo das ciências da comunicação, especialistas organizacionais têm examinado o papel das emoções nas organizações, a partir das perspectivas de gestores, trabalhadores e até mesmo clientes. Um foco sobre as emoções nas organizações pode ser creditado ao conceito de Arlie Russell Hochschild sobre esforço emocional. A Universidade de Queensland abriga o Emonet, uma lista de distribuição de e-mails formando uma rede de acadêmicos que facilita a discussão acadêmica de todos os assuntos relacionados com a estudo das emoções no contexto organizacional. A lista foi criada em janeiro de 1997 e tem mais de 700 membros de todo o mundo.

### Ciência da Computação
Na década de 2000, pesquisas em ciência da computação, engenharia, psicologia e neurociência pesquisaram sobre o reconhecimento da afetividade humana através de modelos da emoção humana. Na ciência da computação, computação afetiva é um ramo de estudo e desenvolvimento da inteligência artificial que investiga:
- como desenvolver sistemas e dispositivos que podem reconhecer, interpretar e processar emoções humanas;
- como causar "comportamento verossímil emocional" artificialmente (Bates[desambiguação necessária]).
- como usar modelos de emoção para desenvolver algoritmos para tomada de decisão em agentes artificiais.

O marco inicial para a fundamentação desta área de pesquisa pode ter sido dado pela publicação do artigo 'Affective Computing' de Rosalind Picard em 1995.

## Teóricos notáveis
No final do século XIX, a teoria mais influente era a Teoria James-Lange (1834-1900). James era um psicólogo americano e filósofo que escreveu sobre psicologia da educação, psicologia da religião/misticismo e a filosofia do pragmatismo. Lange era um médico e psicólogo dinamarquês. Eles trabalharam independentemente e desenvolveram a teoria, que formulou uma hipótese sobre a origem e natureza das emoções. Ela propõe que seres humanos possuem certas respostas a experiência do mundo: o sistema nervoso autônomo cria eventos fisiológicos como tensão muscular, alteração do batimento cardíaco, transpiraçãoe secura da boca. Sendo a emoção, então, sentimentos sobre estas alterações fisiológicas, e estas alterações a causa das emoções (e não o contrário).
Alguns das mais influentes teorias da emoção do século 20 foram realizadas em sua última década. Entre os teóricos, estão Magda B. Arnold (1903-2002), um psicólogo americano que desenvolveu a Teoria da Avaliação das emoções. Richard Lazarus (1922-2002), outro psicólogo americano que especificou a emoção e o estresse em relação a cognição. Herbert Simon (1916-2001), propôs o papel da emoção na tomada de decisão e seu estudo na inteligência artificial. Robert Plutchik (1928-2006), um psicólogo americano, desenvolveu uma teoria psicoevolucionária da emoção. Em adição, um filósofo americano, Robert C. Solomon (1942-2007), contribuiu para as teorias sobre a filosofia das emoções com o livro What Is An Emotion? Classic and Contemporary Readings (Oxford, 2003).
Outros Teóricos influentes ativos, incluindo psicólogos, neurocientistas e filósofos:
- Lisa Feldman Barrett - Filósofo social e psicólogo especializado em ciência afetiva e emoção humana.
- John Cacioppo - Da University of Chicago, fundou junto com Gary Berntson a Neurociência Social;
- António Damásio (1944-) - Neurologista comportamental e neurocientista português que trabalha nos Estados Unidos. Desenvolvedor da hipótese dos marcadores somáticos;
- Richard Davidson (1951-) - Psicólogo americano e neurocientista; Pioneiro da Neurociência Afetiva;
- Paul Ekman (1934-) - Psicólogo especializado no estudo das emoções e sua relação com a expressão facial;
- Barbara Fredrickson - Psicóloga social especialista nas emoções e na psicologia positiva;
- Nico Frijda (1927-) - Psicólogo holandês especializado na emoção humana e sua expressão;
- Peter Goldie - Filósofo humano e especialista em ética, estética, emoção, temperamento e personalidade.
- Arlie Russell Hochschild (1940-) - Sociólogo norte-americano, cujo contribuição foi central na formação de uma ligação entre o fluxo subcutâneo de emoção na vida social e as tendências mais flexíveis do capitalismo moderno dentro das organizações.
- Armindo Freitas-Magalhães (1966-) - Psicólogo português especializado no estudo da expressão facial da emoção;
- Joseph E. LeDoux (1949-) - Neurocientista americano que estuda as bases biológicas da memória e emoção. Em especial os mecanismos do medo.
- Jaak Panksepp 1943- 2017) - Psicólogo americano de origem estoniana. Pioneiro na Neurociência Afetiva.
- Jesse Prinz - Filósofo americano especialista em emoção, psicologia moral, estética e inconsciente.
- Klaus Scherer (1943-) - Psicólogo Suíço e diretor do Centro de Ciência Afetiva em Geneva. Especialista em psicologia da emoção.
- Ronald de Sousa (1940-) - Filósofo de origem Canadense/Inglesa. Especializado em filosofia das emoções, filosofia da mente e filosofia da biologia.